# Cameronians (Fusiliers écossais)
Le Cameronians (Fusiliers écossais) est un régiment de la British Army (armée de terre britannique) qui fut créé en 1881 pour être finalement dissout en 1968. Il participa notamment à la bataille de Normandie pendant la Seconde Guerre mondiale.